# DEAC Gladiators 2021
Questa voce raccoglie le informazioni riguardanti i DEAC Gladiators nelle competizioni ufficiali della stagione 2021.

## Divízió I 2021

### Stagione regolare
| 25 aprile 2021 4ª giornata | DEAC Gladiators | 18 – 14 | Budapest Titans |  |

| 9 maggio 2021 5ª giornata | Dabas Sparks | 0 – 8 | DEAC Gladiators |  |

| 29 maggio 2021 8ª giornata | DEAC Gladiators | 6 – 49 | Miskolc AFT |  |

| 13 giugno 2021 10ª giornata | DEAC Gladiators | 49 – 26 | Budapest Cowbells 2 |  |

| 19 giugno 2021 11ª giornata | Eger Heroes | 20 – 35 | DEAC Gladiators |  |

### Playoff
| 3 luglio 2021 Semifinale | Budapest Cowbells 2 | 40 – 28 | DEAC Gladiators |  |

## Statistiche di squadra
| Competizione      | %Vittorie | In casa | In casa | In casa | In casa | In casa | In casa | In trasferta | In trasferta | In trasferta | In trasferta | In trasferta | In trasferta | Totale | Totale | Totale | Totale | Totale | Totale |
| Competizione      | %Vittorie | G       | V       | N       | P       | Pf      | Ps      | G            | V            | N            | P            | Pf           | Ps           | G      | V      | N      | P      | Pf     | Ps     |
| ----------------- | --------- | ------- | ------- | ------- | ------- | ------- | ------- | ------------ | ------------ | ------------ | ------------ | ------------ | ------------ | ------ | ------ | ------ | ------ | ------ | ------ |
| Stagione regolare | .800      | 3       | 2       | 0       | 1       | 73      | 89      | 2            | 2            | 0            | 0            | 43           | 20           | 5      | 4      | 0      | 1      | 116    | 109    |
| Playoff           | .000      | 0       | 0       | 0       | 0       | 0       | 0       | 1            | 0            | 0            | 1            | 28           | 40           | 1      | 0      | 0      | 1      | 28     | 40     |
| Totale            | .667      | 3       | 2       | 0       | 1       | 73      | 89      | 3            | 2            | 0            | 1            | 71           | 60           | 6      | 4      | 0      | 2      | 144    | 149    |